# Referencia colgante
En programación, si una estructura en el heap (lugar de donde se asigna memoria) es destruida antes de que todas las referencias (los apuntadores) a la misma sean destruidas, cualquier referencia restante se llama referencia colgante (Dangling Reference).
Lenguajes como C detectan en tiempo de ejecución estas referencias y anuncian un error.
Existen métodos para detectar estas referencias implementando un contador de referencias o un trazador de alcance en los lenguajes de programación que usan recolectores de basura.

## Ejemplo
```
#include
 
<stdlib.h>

{

    
char
 
*
cp
 
=
 
malloc
 
(
 
A_CONST
 
);
  
/* cp apunta al espacio reservado en el heap A_CONST */

    
/*... */

    
free
 
(
 
cp
 
);
      
/* libero el espacio reservado, ahora cp es una referencia colgante */

    
cp
 
=
 
NULL
;
        
/* cp deja de ser una referencia colgante, puesto que ya no apunta a ningún sitio */

    
/*... */

}

```